# Acaulona peruviana
Acaulona peruviana är en tvåvingeart som beskrevs av Townsend 1913. Acaulona peruviana ingår i släktet Acaulona och familjen parasitflugor. Inga underarter finns listade i Catalogue of Life.